# Pikku Naakajärvi
Pikku Naakajärvi är en sjö i Pajala kommun i Norrbotten och ingår i Torneälvens huvudavrinningsområde. Sjön har en area på 0,0498 kvadratkilometer och ligger 299,1 meter över havet. Pikku Naakajärvi ligger i Torne och Kalix älvsystem Natura 2000-område. Sjön avvattnas av vattendraget Alanen Kihlankijoki.

## Delavrinningsområde
Pikku Naakajärvi ingår i det delavrinningsområde (752228-180678) som SMHI kallar för Namn saknas. Medelhöjden är 323 meter över havet och ytan är 7,55 kvadratkilometer. Det finns ett avrinningsområde uppströms, och räknas det in blir den ackumulerade arean 10,88 kvadratkilometer. Alanen Kihlankijoki som avvattnar avrinningsområdet har biflödesordning 3, vilket innebär att vattnet flödar genom totalt 3 vattendrag innan det når havet efter 287 kilometer. Avrinningsområdet består mestadels av skog (99 procent). Avrinningsområdet har 0,05 kvadratkilometer vattenytor vilket ger det en sjöprocent på 0,6 procent.